# Diego Pablo Sevilla
Diego Pablo Sevilla López (San Martín de la Vega, 4 de marzo de 1996) es un ciclista español miembro del equipo Team Polti VisitMalta.

## Trayectoria
Destacó como amateur ganando el Trofeo Ayuntamiento de Zamora y una etapa de la Vuelta a Galicia en 2016. Fue convocado por la selección española sub-23 en varias ocasiones para disputar carreras como la Lieja-Bastoña-Lieja sub-23 o el Tour de Flandes sub-23.

## Palmarés
- Todavía no ha conseguido ninguna victoria como profesional.

## Resultados en Grandes Vueltas
| Carrera | Carrera         | 2018 | 2019 | 2020 | 2021 | 2022 | 2023 | 2024 | 2025 |
| ------- | --------------- | ---- | ---- | ---- | ---- | ---- | ---- | ---- | ---- |
|         | Giro de Italia  | —    | —    | —    | —    | —    | 96.º | —    | —    |
|         | Tour de Francia | —    | —    | —    | —    | —    | —    | —    | —    |
|         | Vuelta a España | —    | —    | —    | —    | —    | —    | —    | —    |

—: no participa
Ab.: abandono